# Josia gigantea
Josia gigantea là một loài bướm đêm thuộc họ Notodontidae. Nó được tìm thấy ở miền nam México to Colombia.
Ấu trùng ăn Passiflora sexflora và Passiflora apatela in Costa Rica.